# Pam Brady
Pam Brady é uma roteirista, produtora de televisão e dubladora estado-unidense, mais conhecida por seu trabalho com os criadores de South Park, Trey Parker e Matt Stone.

## Carreira
Brady escreveu e dirigiu a série animada de TV, Neighbors from Hell, que estreou em junho de 2010 na TBS.
Brady começou a colaborar com o criador de Arrested Development, Mitch Hurwitz, para criar um programa de televisão estrelado por Maria Bamford. A série, Lady Dynamite, foi lançada na Netflix em 20 de maio de 2016.
Em 2022, foi lançado o filme The Bubble, que ela coescreveu com o diretor Judd Apatow.
Futuros projetos de Brady incluem uma série animada cocriada por ela e Ramy Youssef para o Amazon Prime Video, e um filme musical da tirinha belga Os Smurfs para a Nickelodeon Animation e a Paramount Animation.

## Filmografia

### Televisão
- The John Larroquette Show (1993) - (roteirista)
- South Park (1997–1999) - (roteirista)
- Just Shoot Me! (1999–2000) - (roteirista)
- Mr. Wong (2000) - (roteirista, co-criadora e dubladora)
- Go Fish (2001) - (roteirista, desenvolvedora)
- The Loop (2006–2007) - (roteirista, co-criadora)
- Neighbors from Hell (2010) - (roteirista, co-criadora)
- Lady Dynamite (2016–2017) - (roteirista, co-criadora)

### Filmes
- South Park: Maior, Melhor e Sem Cortes (1999) - roteirista com Trey Parker e Matt Stone
- Team America: World Police (2004) - roteirista com Parker e Stone
- Hot Rod (2007)
- Hamlet 2 (2008) - roteirista com Andrew Fleming
- The Bubble (2022) - roteirista com Judd Apatow
- Filme musical sem título de Os Smurfs (2025)[7]